# Здания Всемирного центра бахаи
Здания Всемирного центра Бахаи являются частью Всемирного центра Бахаи в Израиле. Здания Всемирного Центра Бахаи включают в себя как святые места бахаи, посещаемые паломниками, так и международные административные органы Веры Бахаи.
Здания Всемирного центра находятся в Хайфе, Акко (включая район Бахджи) в Израиле. Это расположение связано с историческим заключением Бахауллы правящим режимом Османской империи в период османского владычества над Палестиной, ныне Израилем в Акко, вблизи Хайфы.
Многие святые места бахаи в Хайфе и вокруг Акко, включая террасы на склоне горы Кармель, Усыпальницу Баба, Усыпальницу Бахауллы, Особняк в Бахджи и Особняк Мазраи были включены в Список всемирного наследия в июле 2008 года. Святыни бахаи «являются первыми объектами, связанными с относительно новой религиозной традицией, признанными в Списке всемирного наследия». Комитет всемирного наследия ЮНЕСКО считает, что эти места «имеют выдающуюся общечеловеческую ценность [и] … они были внесены в Список за свидетельство сильной традиции паломничества бахаи и его глубокого значения для их веры, которым они являются».

## Хайфа
Хайфа является третьим по величине городом в Израиле. Это морской порт, расположенный у подножия горы Кармель, на побережье Средиземного моря. В 1891 году Бахаулла объявил гору Кармель местом будущего расположения Усыпальницы Баба. Позже Бахаулла в Скрижали горы Кармель написал, что она в будущем станет местом расположения Всемирного Центра Бахаи. Заветы Бахауллы претворились в жизнь, Хайфа сейчас — универсальный центр религии бахаи.

### Усыпальница Баба

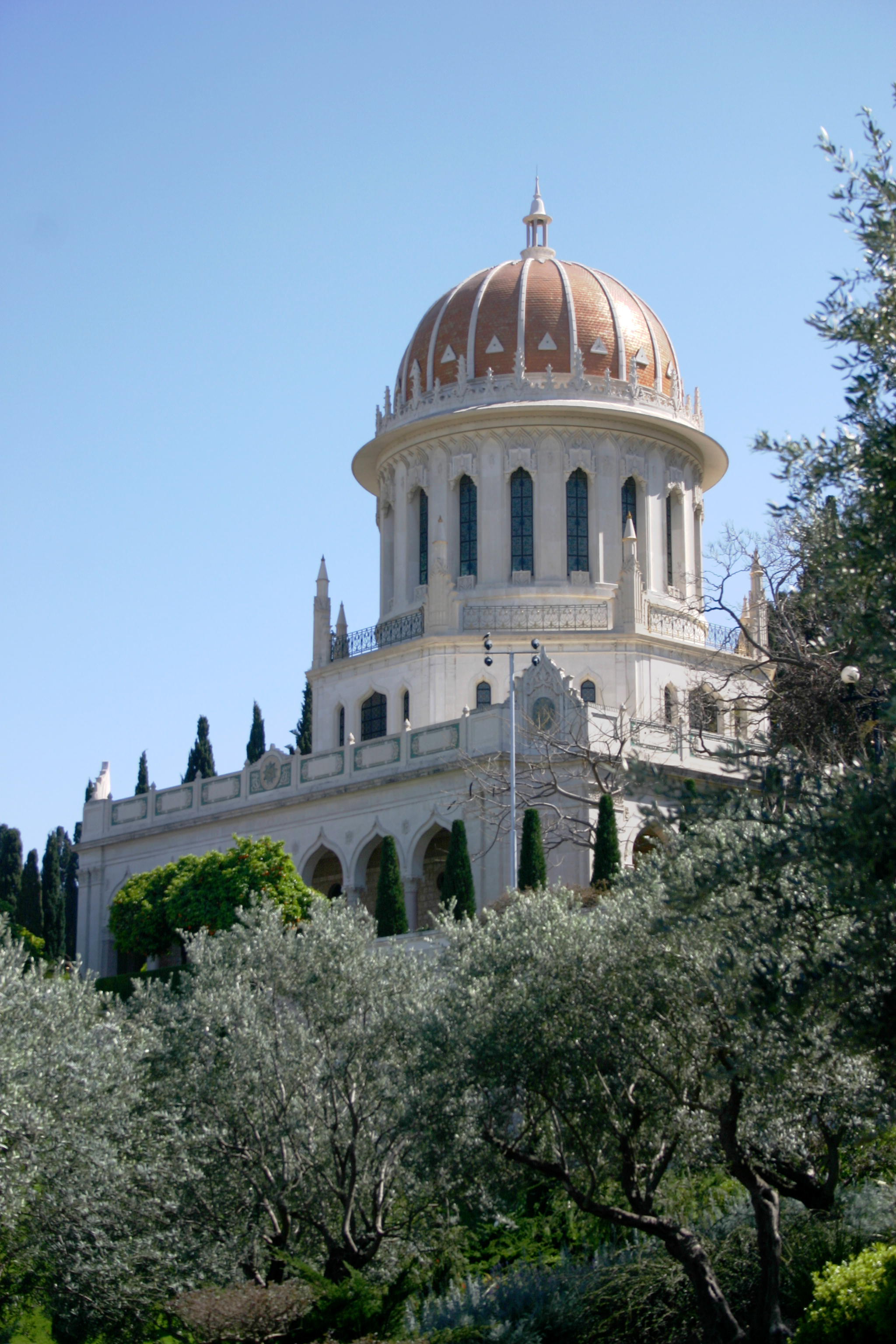
Усыпальница Баба

Усыпальница Баба является местом упокоения останков Баба. Это место было определено самим Бахауллой в 1891 году, когда он вместе с Абдул-Баха остановился на горе Кармель. Оно находится прямо над немецкой колонией, которая была основана в 1860-х годах обществом немецких тамплиеров, которые искали Царства Божьего на земле. Первоначальное здание Усыпальницы было построено Абдул-Баха и завершено в 1909 году. Много лет спустя, надстройка была завершена Шоги Эффенди и, наконец, открыта в 1953 году.
Архитектором Усыпальницы был Уильям Сазерленд Максвелл, канадский бахаи, который работал в стиле бозар и был тестем Шоги Эффенди. Шоги Эффенди предоставил общее руководство, в том числе необходимость использовать как западный, так и восточный стиль, но оставил художественные детали на рассмотрение Максвелла. Дизайн гранитной колоннады, каменных арок в восточном стиле и золотого купола был призван объединить восточные и западные пропорции и стиль. Некоторые аспекты структурного проектирования купола были разработаны профессором Х. Нейманом из Техниона.
После смерти Максвелла в 1952 году американский бахаи Лерой Иоас, который был тесно связан со строительством Дома поклонения бахаи в Уилметте, Иллинойс помог Шоги Эффенди в процессе строительства.

### Временная Усыпальница Абдул-Баха
Усыпальница Абдул-Баха — это место, где временно захоронены останки Абдул-Баха. Она находится в одной из комнат Усыпальницы Баба. В будущем Усыпальница Абдул-Баха будет перемещена в отдельно построенное здание.

### Здания дуги
На горе Кармель расположены административные здания, визуально формирующие дугу, на необходимость создания которых было указано Бахауллой в Скрижали горы Кармель. Они включают в себя здание Всемирного Дома Справедливости, здание Международного центра по обучению, Международный архив бахаи и Центр изучения Писаний. Здания дуги включены в список наследия Юнеско. Пятое здание, Международная библиотека бахаи, ещё не построено.

#### Резиденция Всемирного Дома Справедливости

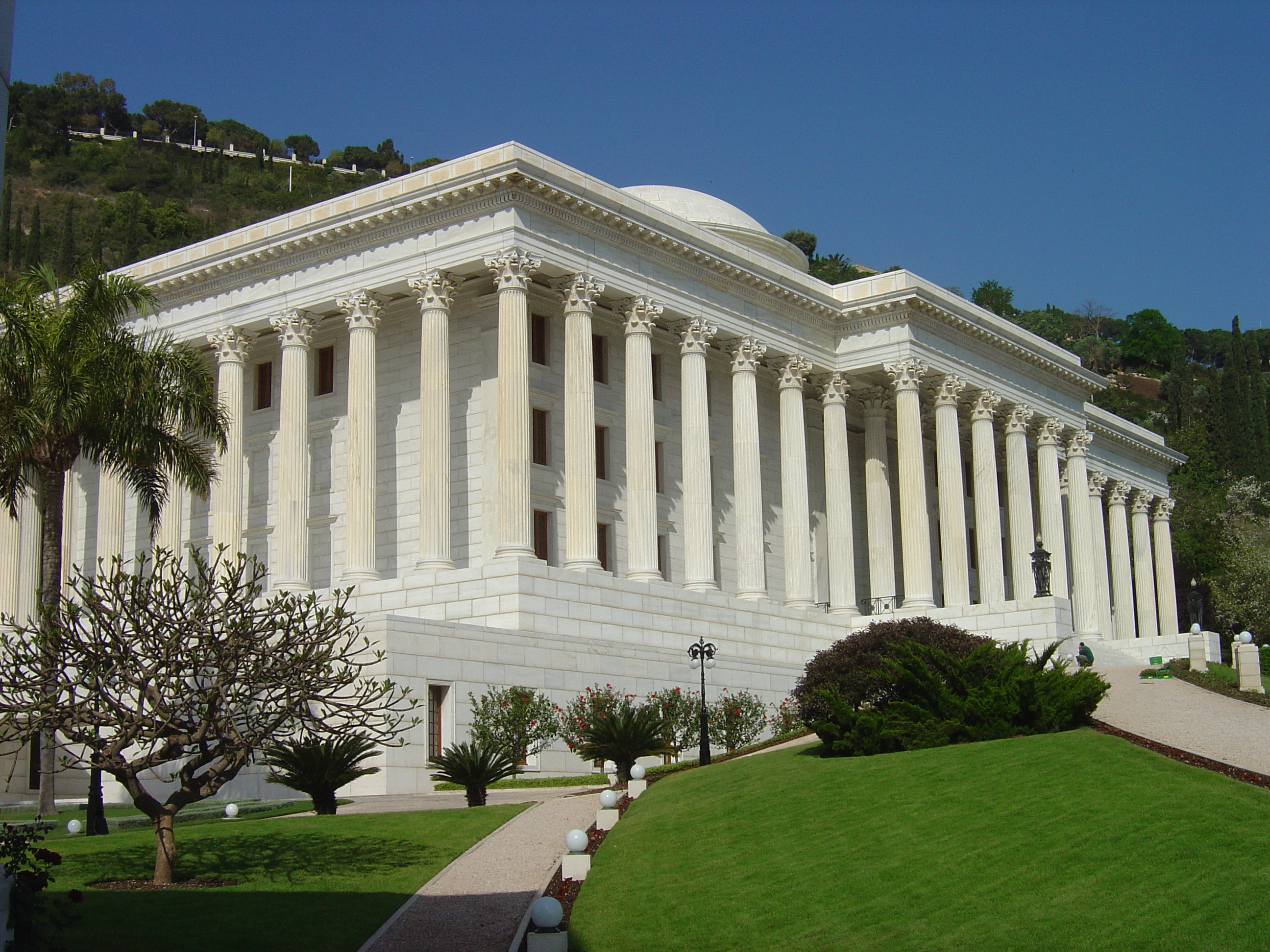
Резиденция Всемирного Дома Справедливости.

Резиденция Всемирного Дома Справедливости — это здание, расположенное в Хайфе, Израиль, район Адар,территория Бахайских садов. В здании находится резиденция Всемирного Дома Справедливости, международного административного органа, управляющего делами всемирной общины бахаи. Предназначено для консультирования по вопросам мировой общины, встреч с паломниками и высокопоставленными лицами. Здесь также находятся несколько других офисов Всемирного Центра Бахаи.
Здание расположено на вершине Дуги, построено в стиле неоклассицизма и имеет шестьдесят коринфских колонн, также использующихся в дизайне Международного архива. Вход в здание украшен портиком с шестью дополнительными колоннами. Высота трёхэтажного здания - 30,2 метра. Архитектором этого здания стал Хоссейн Аманат. Строительство было завершено в 1982 году.
Во время паломничества бахаи члены Всемирного Дома Справедливости лично приветствуют каждого паломника на встрече в этом здании.

#### Резиденция Международного Центра по обучению

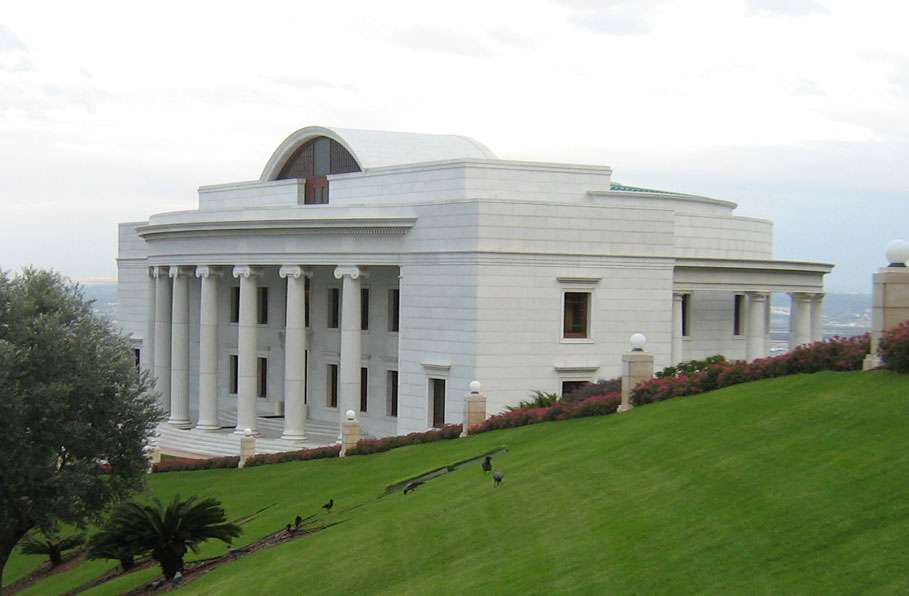
Здание Международного Центра по обучению

Построенное на третьем этапе строительства зданий дуги, здание Международного Центра по обучению является резиденцией Международного Центра обучения. Этот институт координирует рост и защиту всемирной общины бахаи. Архитектором этого здания стал архитектор резиденции Всемирного Дома Справедливости Хоссейн Аманат. Здание было задумано в стиле неоклассицизма, его строительство было завершено в 2001 году. Высота здания ~14 метров.

#### Центр изучения Писаний

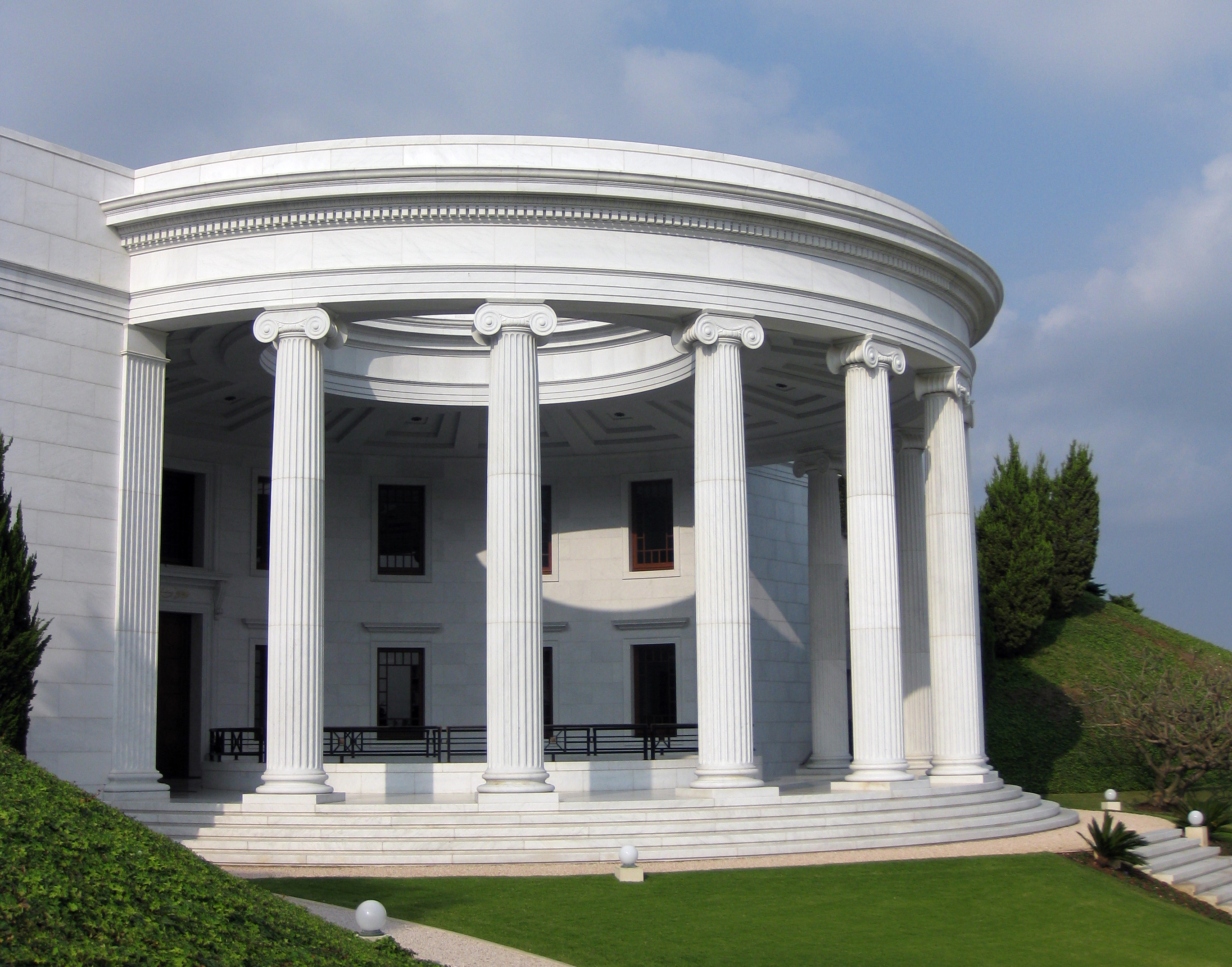
Центр изучения священных текстов

Построенный на третьем этапе строительства зданий дуги, Центр изучения Писаний является местом работы ученых и переводчиков, которые изучают и переводят тексты бахаи. Архитектором этого здания является Хоссейн Аманат. Строительство было завершено в 1999 году. Высота здания чуть более 10 метров.

#### Международный архив

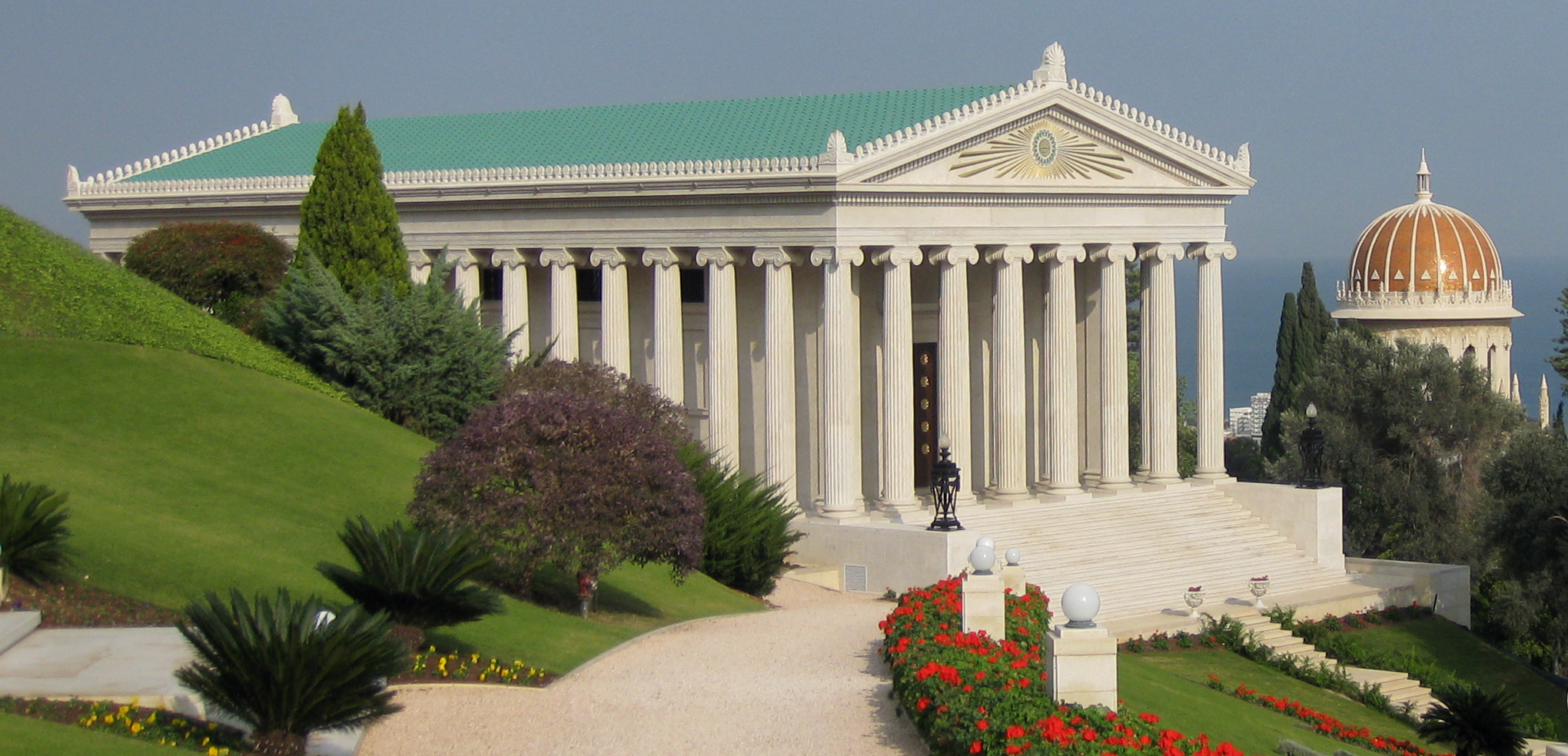
Международный архив

Международный архив является первым зданием, построенным на дуге, и в нём хранятся многие из самых священных предметов Веры Бахаи включая портреты Бахауллы и Баба, а также единственная фотография Бахауллы.
Шоги Эффенди выбрал Парфенон в качестве основы для проекта здания архива, возможно, из-за непреходящей красоты даже спустя тысячи лет. Пятьдесят колонн относятся к ионическому ордеру. Строительство здания архива было завершено 1957 году, однако внезапная смерть Шоги Эффенди не позволила ему лично заняться внутренним убранством и интерьером архива. Это было оставлено его жене Рухийе Ханум.
Ранее три задние комнаты Храма Баба, а затем здание рядом с Мемориальными Садами были временными архивными зданиями.
Высота здания примерно 7 метров.

#### Международная библиотека бахаи
Запланированное Шоги Эффенди здание Международной библиотеки бахаи ещё не построено. Библиотека Всемирного Центра Бахаи содержит обширную коллекцию литературы бахаи . Всемирный Дом Справедливости заявил: «В последующие десятилетия её функции должны возрасти, она станет активным центром знаний во всех областях и станет ядром институтов великих научных исследований и открытий».

### Мемориальные сады
Мемориальные сады в Мировом Центре Бахаи окружают могилы некоторых членов святого семейства бахаи:
- Мирза Михди — младший сын Бахауллы и Его первой жены
- Асиих Ханум — первая жена Бахауллы
- Бахийе Ханум — дочь Бахауллы
- Мунирих Ханум — жена Абдул-Баха

### Террасы
Террасы на горе Кармель — это садовые террасы - девять верхних и девять нижних террас - у Усыпальницы Баба на горе Кармель в Хайфе, Израиль.
Таким образом, девять концентрических кругов обеспечивают основную геометрию восемнадцати террас. Так же как идентификация круга предполагает центр, так и террасы были задуманы как исходящие от Усыпальницы Баба. Восемнадцать террас и еще одна у Усыпальницы Баба формируют собой девятнадцать террас. Девятнадцать — значительное число как в религии бахаи, так и баби.

#### Центр для посетителей
Центр для посетителей представляет собой подземное сооружение на 11-й террасе за Храмом Баба на горе Кармель в Хайфе, Израиль. Его можно найти на уровне улицы под мостом Хационон, через который проходят террасы.

### Дом Абдул-Баха
Абдул-Баха , который был главой Веры Бахаи с 1892 по 1921 год, спроектировал и построил дом в Хайфе на улице Хапарсим (Персидской), после смерти своего отца Бахауллы. Строительство этого дома было закончено в 1908 году, и Абдул-Баха переехал туда в августе 1910 года. Это место стало его официальной резиденцией. После его путешествий на Запад этот дом стал местом приема паломников в Мировой Центр Бахаи. Выборы первого Всемирного Дома Справедливости произошли в этом доме в 1963 году.

### Дома паломников

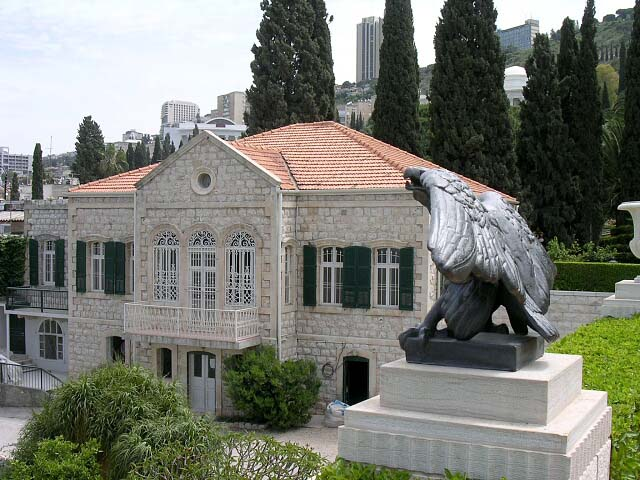
Дом паломников в Хайфе

Восточный Дом паломников или «Дом паломников в Хайфе» был построен после того, как Абдул-Баха похоронил останки Баба на горе Кармель. Строительство этого каменного здания контролировал Мирза Джафар Рахмани из Ашхабада, который также оплатил все расходы. На протяжении десятилетий здесь останавливались персидские паломники. После 1951 года он стал домом для всех паломников и сейчас используется во время паломничества наряду с новым центром для посетителей, расположенным с левой стороны от Усыпальницы Баба.

### Место захоронения Аматуль-Баха Рухийе Ханум

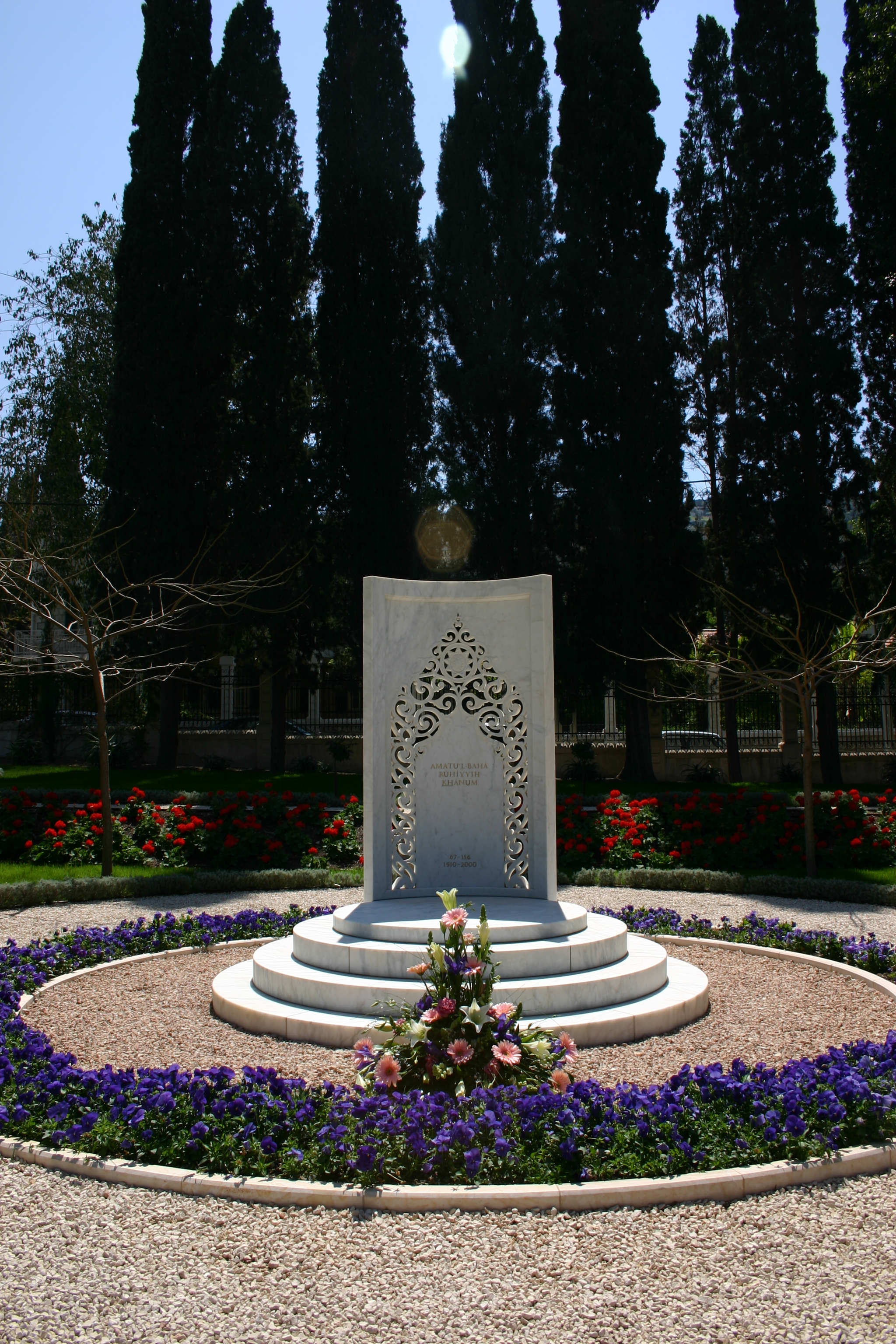
Место захоронения Аматуль-Баха Рухийе Ханум.

Место захоронения Аматуль-Баха Рухийе Ханум расположено в Хайфе, Израиль, и является частью Всемирного Центра Бахаи. Первоначально купленное, чтобы удостовериться, что территория вокруг дома Абдул-Баха не будет застроена это место было выбрано в качестве места захоронения Аматуль-Баха Рухийе Ханум после её смерти в 2000 году.

### Другие места

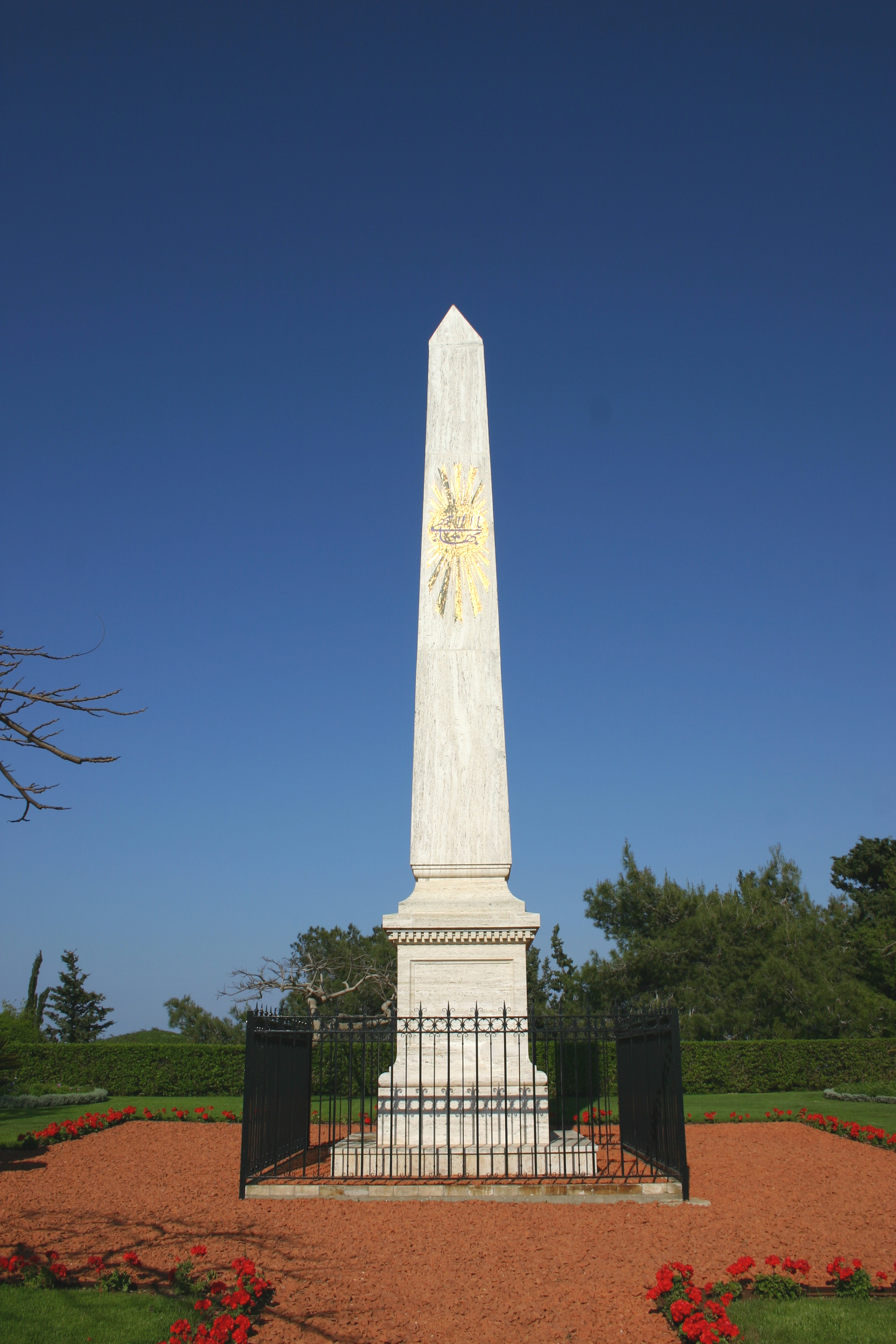
Обелиск, знаменующий место расположения будущего Дома поклонения бахаи гора Кармель; Хайфа, Израиль.

Ещё одно место в Хайфе примечательно тем, что является местом будущего Дома поклонения бахаи.

## Район города Акко
Бахаулла и его семья были сосланы в тюремный город Акко османским султаном Абдул-Азизом. Бахаулла прибыл в Акку 31 августа 1868 года и провел остаток своей жизни в Акке и её предместьях в качестве заключённого. Условия содержания в тюрьме были облегчены в июне 1877 года, и, будучи ещё заключенным, он в то время переехал в Мазраи. Здания и имущество бахаи в Акке были арендованы или куплены в течение этого периода.

### Дом Аббуда

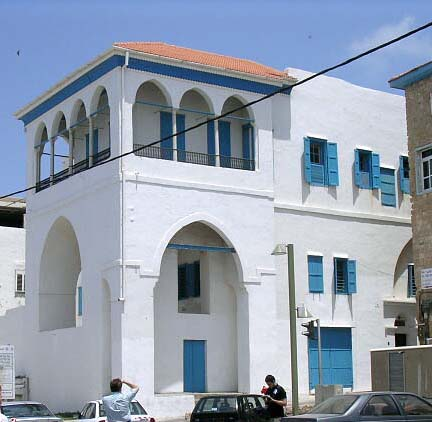
Дом Аббуда

Дом Аббуда изначально составляли два дома:
- Западный дом изначально принадлежал самому Аббуду. Это было первое имущество, которое было арендовано после освобождения Бахауллы из строгого тюремного заключения в заключение под домашним арестом.
- Восточный дом первоначально принадлежал Уди Хаммару, пока через несколько лет он не передал его святому семейству бахаи. Уди Хаммару также принадлежал Особняк в Бахджи, который позднее приобрели бахаи.

Именно в этом здании была написана книга законов Бахауллы Китаб-и-Агдас.

### Дом Абдуллы Паша

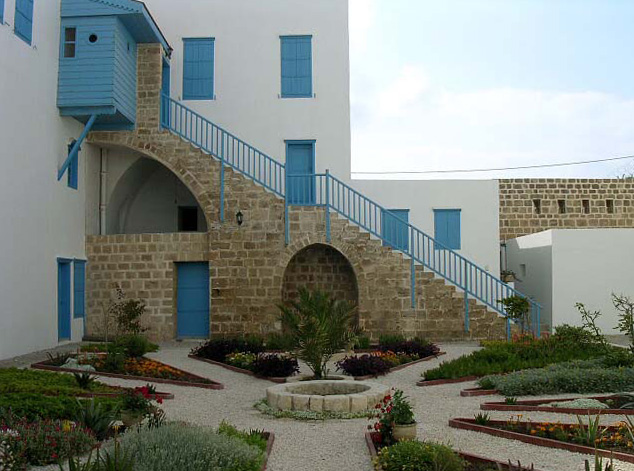
Дом Абдуллы Паша

Дом Абдуллы Паша был одним из владений святого семейства бахаи, используемых в районе Акки. Он был приобретён Абдул-Баха, чтобы вместить растущую семью, а также предоставить место для приема паломников.
Название происходит от имени губернатора Акки Ибрагима-паши, который владел домом в первые десятилетия XIX века.
Первые западные паломники были встречены здесь 10 декабря 1898 года.

### Сад Ризван

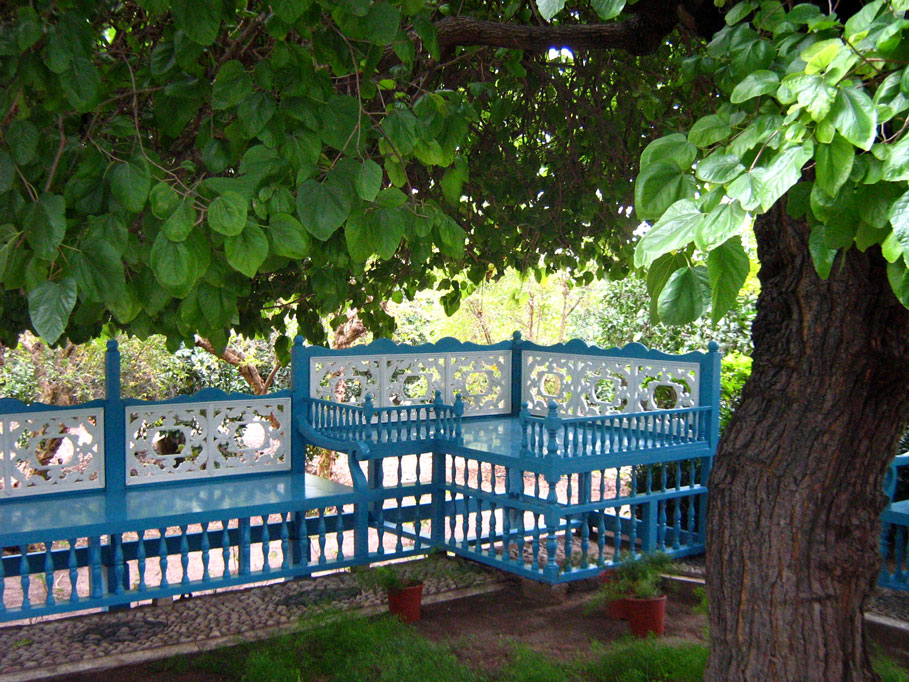
Сад Ризван, Акко

Сад Ризван (райский сад) — это святое место бахаи, расположенное недалеко от Акко в современном Израиле. Первоначально известный как «сад Намайана», он был арендован Абдул-Баха для Бахауллы, где он наслаждался природой после нескольких лет заточения в пустынной тюремной камере. Хотя этот сад называется также, он не имеет такого же значения как Сад Ризван в Багдаде, и не связан с праздником Ризван.
В 1930-х и 1940-х годах островные сады исчезли в результате проекта по борьбе с малярией. В 2010 году был завершен трехлетний проект восстановления и консервации сада и окружающих его оригинальных водных каналов, после чего Сад Ризван, называемый Бахауллой «зеленым островом», снова стал островом.

### Тюремная камера Бахауллы

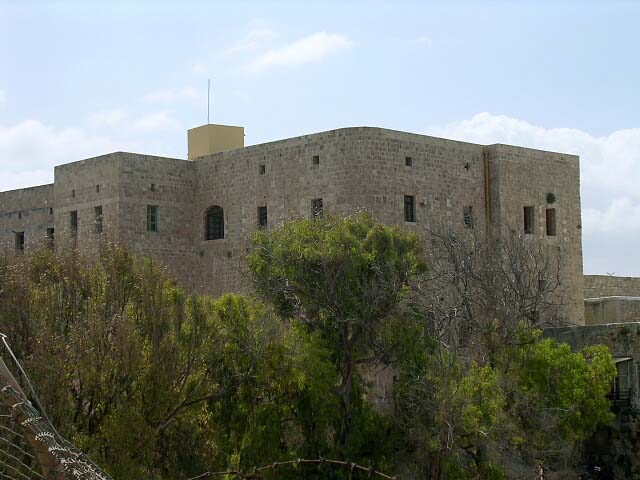
Тюремная камера Бахауллы, Акко

Тюремная камера, в которой Бахаулла жил между 1868 и 1870 годами, теперь стала местом паломничества бахаи. Её восстановление было завершено в июне 2004 года.

## Бахджи
Бахджи — это место недалеко от Акко, где Бахаулла провел свои последние годы жизни. Хотя Он ещё формально был узником Османской империи, Его условия содержания в тюрьме были облегчены, и с 1879 года он использовал Особняк в Бахджи в качестве Своего дома.
Хотя Особняк в Бахджи относительно изолирован от жилых районов, раньше рядом с ним находился комплекс из нескольких зданий, которые в основном использовались родственниками членов Священной семьи. Во времена Шоги Эффенди эти здания (и земли вокруг них, которые сейчас используются как сады) были скуплены или обменены на земли у Галилейского моря. Несколько зданий были снесены, поскольку они использовались нарушителями завета. Черепица с крыш использовалась, чтобы проложить дорожки в саду, а материал, извлеченный из разрушенных зданий, был использован для строительства большой ветрозащитной полосы к северо-востоку от Особняка.

### Усыпальница Бахауллы

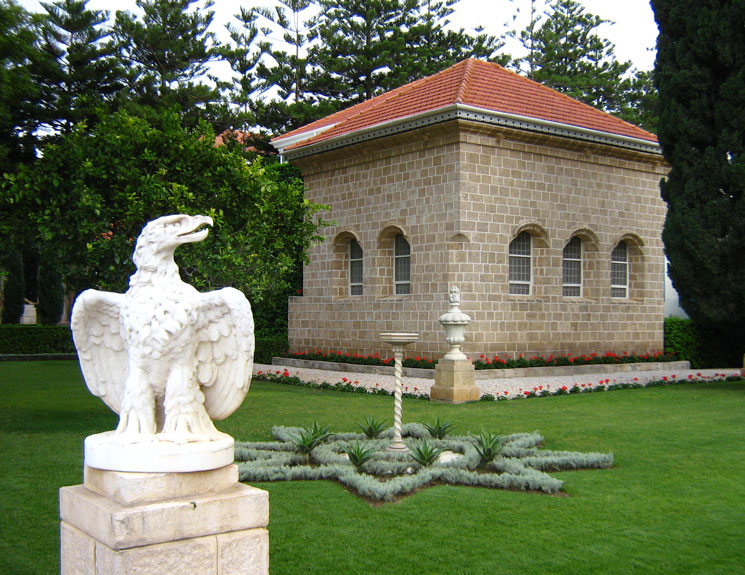
Усыпальница Бахауллы

Усыпальница Бахауллы, расположенная в Бахджи, является самым святым местом для бахаи — их Кибла. В ней покоятся останки Бахауллы и она находится рядом с Особняком в Бахджи, где Он умер.

### Особняк в Бахджи

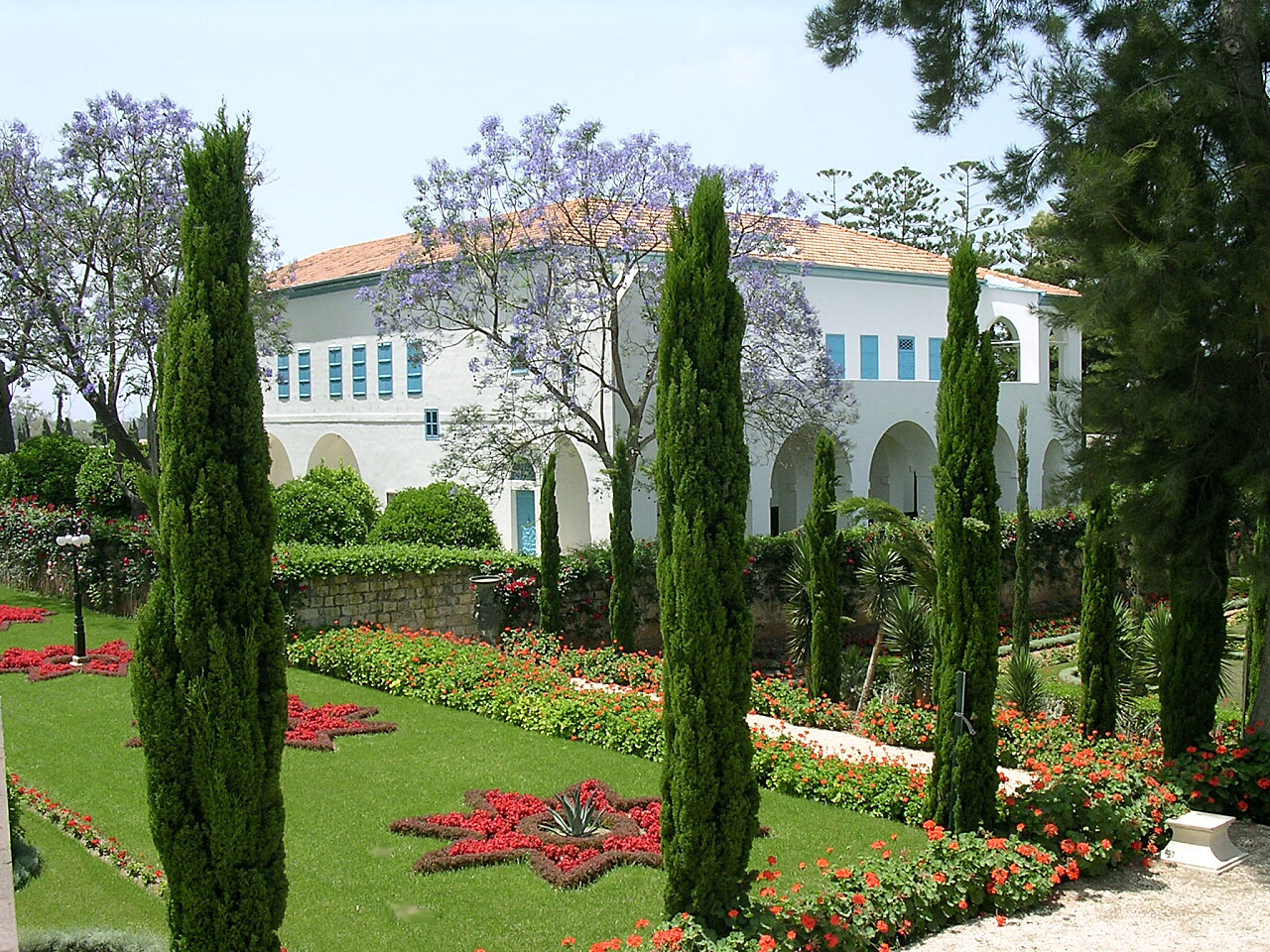
Особняк в Бахджи

Особняк в Бахджи — это дом, где Бахаулла умер в 1892 году. Он был построен в 1870 году над более ранним меньшим зданием Уди Хаммара, богатого купца из Акко, который также был первоначальным владельцем Дома Аббуда. Он оставался в руках его семьи до 1879 года, когда эпидемия вызвала бегство жителей. Впоследствии особняк был сдан в аренду святой семейству бахаи за очень небольшую сумму денег. Могила Уди Хаммара все ещё находится в главном здании Особняка, в юго-восточном углу стены. Особняк теперь является местом паломничества бахаи .

### Центр для посетителей в Бахджи

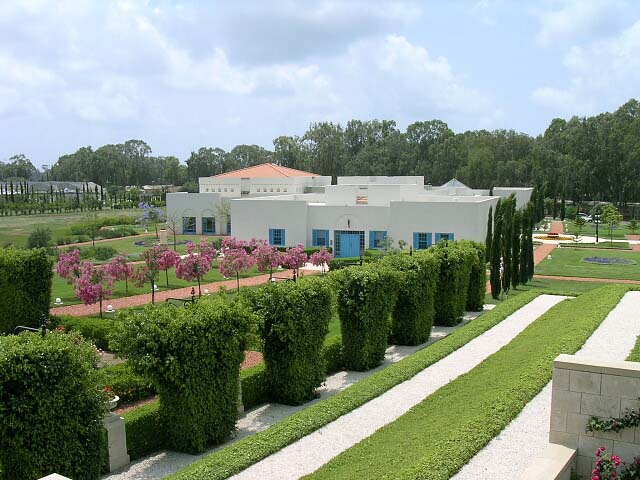
Центр для посетителей в Бахджи

Расположенный в Бахджи, недалеко от Усыпальницы Бахауллы , Центр для посетителей Бахджи служит для удобства посетителей и паломников бахаи.

## Мазраи

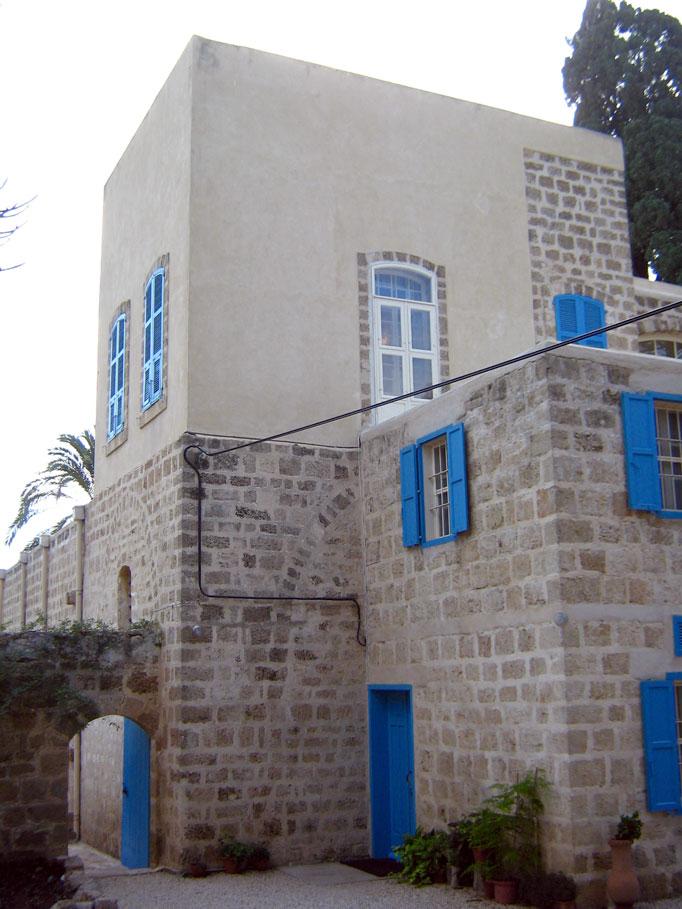
Особняк Мазраи. Комнату Бахауллы можно увидеть наверху, где стены оштукатурены.

Расположенный в шести километрах к северу от Акко дом в Мазраи использовался Бахауллой в течение лета с июня 1877 по 1879 год, прежде чем Он переехал в более крупный дом в Бахджи .

## Дальнейшее чтение
- Momen, Moojan (2009). Всемирный Центр Бахаи . Проект энциклопедии бахаи.